# Plan 1213
Plan 1213 est le vingt-septième épisode du feuilleton télévisé Prison Break, c'est le cinquième épisode de la deuxième saison.

## Résumé
Lors de leur voyage en Utah, Michael Scofield et Lincoln Burrows entendent dans un bulletin d'information à la radio que les « Huit de Fox River » sont devenus les « Sept de Fox River » à la suite de la mort de John Abruzzi. Lincoln suggère alors de continuer jusqu'en Arizona pour récupérer L.J. et s'enfuir immédiatement au Panama. Mais Michael s'énerve et lui rappelle qu'ils ont besoin de l'argent de Westmoreland avant de pouvoir faire quoi que ce soit. 
Au bureau du FBI à Chicago, Alexander Mahone apprend par l'agent Lang qu'un homme correspondant à la description de T-Bag a été vu sur la route 180. Cependant, à son grand déplaisir, aucun de ses agents n'a d'information sur Michael, hormis un technicien qui a récupéré 60 % des données du disque dur de Michael. La plupart concernent D. B. Cooper. 
Dans un motel, à Mach (Colorado), à quelques kilomètres de la frontière Colorado/Utah. Debra Jean et Tweener paressent au lit en discutant de leur futur. Un officier de police frappe à la porte. Tweener se montre nerveux, tandis que Debra Jean va répondre. En lui présentant une photo de Tweener à Fox River, le policier lui demande si elle l'a déjà vu mais elle préfère nier. Puis après avoir refermé la porte, elle déclare à Tweener qu'elle va partir en laissant les clés de la voiture près de la porte. Il lui répond tristement qu'il aurait souhaité qu'ils se rencontrent dans d'autres circonstances. Plus tard, il parvient à Tooele en Utah en même temps que T-Bag qui lui propose de travailler ensemble. 
Simultanément, Michael et Lincoln entrent dans le bâtiment municipal de Tooele. Ils cherchent dans les livres concernant les vieux plans de la ville tout ce qui peut les amener au Ranch KK. Ils finissent par apprendre l'existence d'un certain Karl Kokosing qui est enregistré en tant que Double K. La page dont ils ont besoin, le plan 1213, a déjà été arrachée. Au moment de sortir du bâtiment, Lincoln aperçoit T-Bag qui marche dans la rue. Ils le capturent et le forcent à révéler où se trouve le plan. T-Bag leur apprend qu'il a fait équipe avec Tweener et que c'est lui qui possède désormais le plan. Les deux frères l'enferment dans le coffre de leur voiture avant de partir à la recherche de Tweener. 
A bord d'un train aux alentours de Green River (Wyoming), C-Note veut également se rendre en Utah et tente d'utiliser un ticket usagé pour voyager. Il emprunte l'ordinateur portable de sa voisine pour se rendre sur le site « United States Army Signal Corps » (« le corps des transmissions de l'armée américaine » et rechercher le ranch KK. Alors qu'il recopie les coordonnées qu'il a trouvées (43° 46' 45.9" N 111° 38' 35.5 W), le contrôleur du train vient lui annoncer que son billet n'est pas valable et qu'il sera escorté hors du train par des policiers à la prochaine gare. Acculé, C-Note s'échappe en sautant du train en marche dans une rivière. Puis il reprend sa route à pied de Preston (Idaho) jusqu'en Utah. Tandis qu'il traverse Cache County (Utah), il tente de se rafraichir avec un tuyau d'arrosage dans un jardin. Comme la propriétaire intervient, C-Note se renseigne sur le prix de son camping-car. Il lui promet qu'il reviendra deux jours plus tard avec l'argent. 
Plusieurs kilomètres avant Las Vegas, Fernando Sucre téléphone à toutes les chapelles de la ville par ordre alphabétique pour découvrir où Maricruz Delgado et Hector Avila doivent se marier. Après avoir trouvé la bonne chapelle, Sucre part aussitôt les rejoindre. Il tombe sur la sœur de Maricruz, Theresa, qui lui dit que la future mariée est en train de faire des photos avec ses parents et qu'il doit attendre. Puis, Hector, très confiant, vient à sa rencontre et lui confirme que Maricruz ne va pas tarder à arriver. Furieux, Sucre lui rappelle qu'il est hors de question qu'il élève son enfant. En entendant les sirènes de police, il comprend que son cousin l'a de nouveau trahi et le frappe au visage. En croisant Theresa dans le couloir, celle-ci lui confirme qu'elle n'a pas prévenu Maricruz de sa présence. Il lui confie tout de même son crucifix en la chargeant de le remettre à Maricruz puis il s'enfuit. Il est aperçu sur sa moto à Mesquite (Nevada), à proximité de la frontière de l'Utah.
Paul Kellerman rencontre à Chicago l'agent William Kim, à qui il fait son rapport. Kim l'interroge sur sa décision de rester autour de Sara Tancredi et insiste sur le fait que c'est lui qui s'adressera désormais directement à la présidente Caroline Reynolds. 
Sara jette un coup d'œil sur son courrier tandis qu'elle se prépare à quitter son appartement pour se rendre à sa réunion quotidienne des "Drogués Anonymes". Elle est intriguée par une enveloppe dont l'adresse est écrite à la main. À l'intérieur, elle découvre une grue en origami avec une série de nombres écrits sur l'une de ses ailes. À l'issue de la réunion, Kellerman invite Sara à diner avec lui (après lui avoir laissé entendre qu'il était homosexuel pour vaincre ses réticences). Puis, Sara appelle son père alors qu'il est en rendez-vous avec ses avocats qui lui recommandent de mettre des distances entre lui et sa fille. Il arrive chez elle un peu plus tard quand "Lance" et Sara sont en train de diner. Le gouverneur Tancredi et sa fille se retirent dans la cuisine pour discuter. Sara s'excuse auprès de lui et essaie d'expliquer pourquoi elle a aidé Michael à s'échapper. Elle réaffirme à son père qu'elle est convaincue de l'innocence de Lincoln et comment les personnes qui se sont intéressées à cette affaire sont pratiquement toutes décédées. Pendant qu'ils parlent, Kellerman trouve l'origami et compose les nombres sur son téléphone portable. Il s'avère que le numéro débouche sur une ligne hors-service depuis dix-sept ans. 
Au même moment, Tweener s'apprête à acheter une pelle dans une quincaillerie mais le marchand le reconnait et l'assomme avec une batte de baseball. Cependant, tandis qu'il pousse le jeune fugitif dans une pièce du fond, Lincoln et Michael interviennent. Après avoir été secouru, Tweener leur révèle que T-Bag est le détenteur du plan. Ils retournent vers la voiture et découvrent consternés que T-Bag a mémorisé le plan avant de l'avaler. Celui-ci accepte de conduire les deux frères au ranch en échange d'une part de l'argent. Arrivés à destination, ils découvrent avec stupéfaction que le ranch n'existe plus et qu'un lotissement a été construit à la place.
Mahone étudie sur une carte des États-Unis l'ensemble des mouvements effectués par les fugitifs ainsi que les informations sur D. B. Cooper contenues sur le disque dur de Michael. Mais il n'a plus de midazolam, ce qui le rend nerveux et irritable. Il reçoit un appel de quelqu'un et va à sa rencontre devant l'immeuble. Cette personne s'avère être un informateur dont s'est servi Mahone pour tenter d'arrêter Oscar Shales. Il lui remet des pilules de midazolam. Après les avoir avalées, Mahone comprend presque aussitôt que Charles Westmoreland était en réalité D. B. Cooper. Comme la plupart des fugitifs se sont dirigés en direction de l'Utah, Mahone en déduit que Westmoreland a très probablement caché l'argent qu'il a extorqué quelque part autour de Salt Lake City. Plus tard, Mahone regarde de nouveau fixement dans la vasque de son jardin, juste avant de partir en Utah.
Le gouverneur Tancredi examine le dossier de Lincoln quand son conseiller entre pour lui rappeler son vol pour Washington. Il en profite pour lui rappeler la mort de Nick Savrinn et la disparition inexplicable de Veronica Donovan. Il lui suggère alors d'arrêter de poser des questions s'il veut devenir le prochain vice-président. Après réflexion, le gouverneur Tancredi laisse le dossier sur la table avant de partir.

## Informations complémentaires

### Chronologie
- Les évènements de cet épisode se déroulent un samedi[1]. Selon le post-it collé sur le mur du bureau de Mahone dans l'épisode Panama (2x20), il s'agirait du 31 mai: « Benjamin M. Franklin on train » (« Benjamin M. Franklin à bord du train »).

### Culture
- La chanson entendue pendant la scène à l'hôtel est Under the milky way tonight de The Church.

### Erreurs
- Lorsque C-Note saute du train en marche, il porte sous son polo un imposant gilet de protection.
- Lorsque le FBI trouve les infos du disque dur de Michael, on voit un extrait de journal sur DB Cooper, or ce sont les mêmes paragraphes répétés plusieurs fois...

### Divers
- Marshall Allman (L.J.) et Wade Williams (Bellick) n'apparaissent pas dans cet épisode. C'est la première fois que Wade Williams (Bellick) n'apparaît pas dans un épisode.

- L'appartement de Sara Tancredi se situe au 1616 Vanleer Dr., #236 Chicago, Il 60613